# Кужахметов, Серик Базылгалович
Серик Базылгалович Кужахметов — казахстанский спортсмен, тренер и преподаватель, внёсший значительный вклад в развитие пауэрлифтинга в Казахстане.

## Биография
Тренер : Б. И. Шейко
Кужахметов С.Б. является мастером спорта СССР по тяжёлой атлетике и мастером спорта международного класса по пауэрлифтингу. Трёхкратный чемпион Азии по пауэрлифтингу (1993, 1994, 1995). Участвовал в многочисленных международных соревнованиях, включая чемпионаты мира.
С 1990 года работает старшим преподавателем кафедры физического воспитания Карагандинского технического университета.
Основная информация:
- Мастер спорта СССР по тяжёлой атлетике.
- Мастер спорта международного класса по пауэрлифтингу.
- Трёхкратный чемпион Азии по пауэрлифтингу:
  - Филиппины (1993)[уточнить]
  - Индия (1994)[уточнить]
  - Казахстан (1995)[уточнить]
- Участник чемпионатов мира в таких странах, как Англия, Швеция, ЮАР, Финляндия, Австрия, Чехия, Украина, Италия и Япония[уточнить][источник не указан 215 дней]

### Образование и карьера
- В 1990 году окончил Карагандинский политехнический институт (ныне Карагандинский технический университет имени Абылкаса Сагинова).
- Работает старшим преподавателем кафедры физического воспитания в этом университете.
- В период с 2001 по 2006 год был государственным тренером Республики Казахстан по пауэрлифтингу, а с 2007 по 2009 год — старшим тренером.

### Достижения и вклад
- Под его руководством развивались молодые спортсмены, достигавшие высоких результатов.[кто?][каких?][источник не указан 215 дней]
- Его вклад в развитие спорта в Казахстане отмечен званием «Почётный работник физической культуры и спорта Республики Казахстан».